# Stadio Verino Zanutto
Lo stadio Verino Zanutto è un impianto sportivo di San Donà di Piave, intitolato a un ex giocatore del Calcio San Donà, successivamente parte della Resistenza e impiccato il 22 aprile 1945 a Meolo.

## Lo stadio
Lo Stadio di San Donà di Piave è uno degli edifici di più vecchia progettazione della cittadina veneta. La sua costruzione si inserì in un quadro ben più ampio dell'impiantistica sportiva dell'epoca fascista. Grazie alla legge nr. 1580 del giugno 1928 furono favorite le costruzioni sportive tanto che già nell'anno seguente l'amministrazione comunale portò a termine la costruzione del Campo Sportivo del Littorio su progettazione del geometra Guido Dal Bo . Lo stadio si trova nella zona centrale della cittadina veneta e, come spesso accadeva all'epoca, in prossimità della stazione ferroviaria. L'inaugurazione avvenne l'8 dicembre 1929 alla presenza delle autorità cittadine, in tempo per ospitare le prime gare ufficiali in campionato dell'A.C. San Donà. Da allora è sempre stato il palcoscenico ideale del calcio cittadino, oggi rappresentato dall'A.C. Sandonà 1922, militante in Eccellenza.
Lo stadio ha ospitato numerose partite di categorie professionistiche (Serie C1 e Serie C2), infatti il Sandonà ha partecipato, dal 1994 al 2000, ai campionati sopracitati.
Più volte è stato proposto di demolire lo stadio Zanutto per ricostruirne uno nuovo, più moderno e più efficiente, nella zona nord del comune e per costruire nell'area dello stadio attuale una nuova zona residenziale, ma la proposta si è sempre scontrata con la volontà della società e dei cittadini che considerano questo stadio come un fondamento storico della città veneziana.